# Kaspar Waldmann
Kaspar Waldmann (* 15. Juli 1657 in Innsbruck; † 18. November 1720 ebenda) war ein österreichischer Maler des Barock, der zu den frühen Meistern der Freskenmalerei in Tirol zählt.

## Leben
Kaspar Waldmann war der Sohn des Malers Michael Waldmann des Älteren aus dessen zweiter Ehe mit Maria Gras, die eine Tochter des Bildhauers Caspar Gras war. Der Maler Michael Waldmann der Jüngere war sein Halbbruder; da dieser aber 17 Jahre älter als Kaspar war und der Vater starb, als er ein halbes Jahr alt war, so hatte Michael einen starken Einfluss auf Kaspar. Er war auch sein erster Lehrer in der Malkunst. Das Freskieren erlernte er aber wohl bei der Malerfamilie Schor und in Italien. 1684 wurde er Bürger von Innsbruck. Er heiratete die begüterte Bierbrauerstochter Regina de Lama von Büchsenhausen und wurde 1692 Stadtrat von Innsbruck. 1697 suchte er um die Bewilligung eines Bierausschanks an. Seine Tochter Maria Anna war mit dem Innsbrucker Maler Johann Michael Hudez verheiratet.

## Werk
Waldmann beschäftigte sich vorwiegend mit religiösen Darstellungen. Der Schwerpunkt und seine künstlerische Leistung ist in der Fresken- und Dekorationsmalerei zu suchen. Er war zu seiner Zeit auf diesem Gebiet in Tirol führend. Seine Bilder sind volkstümlich bunt. Nachdem er zunächst unter dem Einfluss von Egid Schor stand, fand er nach 1700 zu einer freieren Komposition, die Verwandtschaft mit dem Spätbarock aufweist.

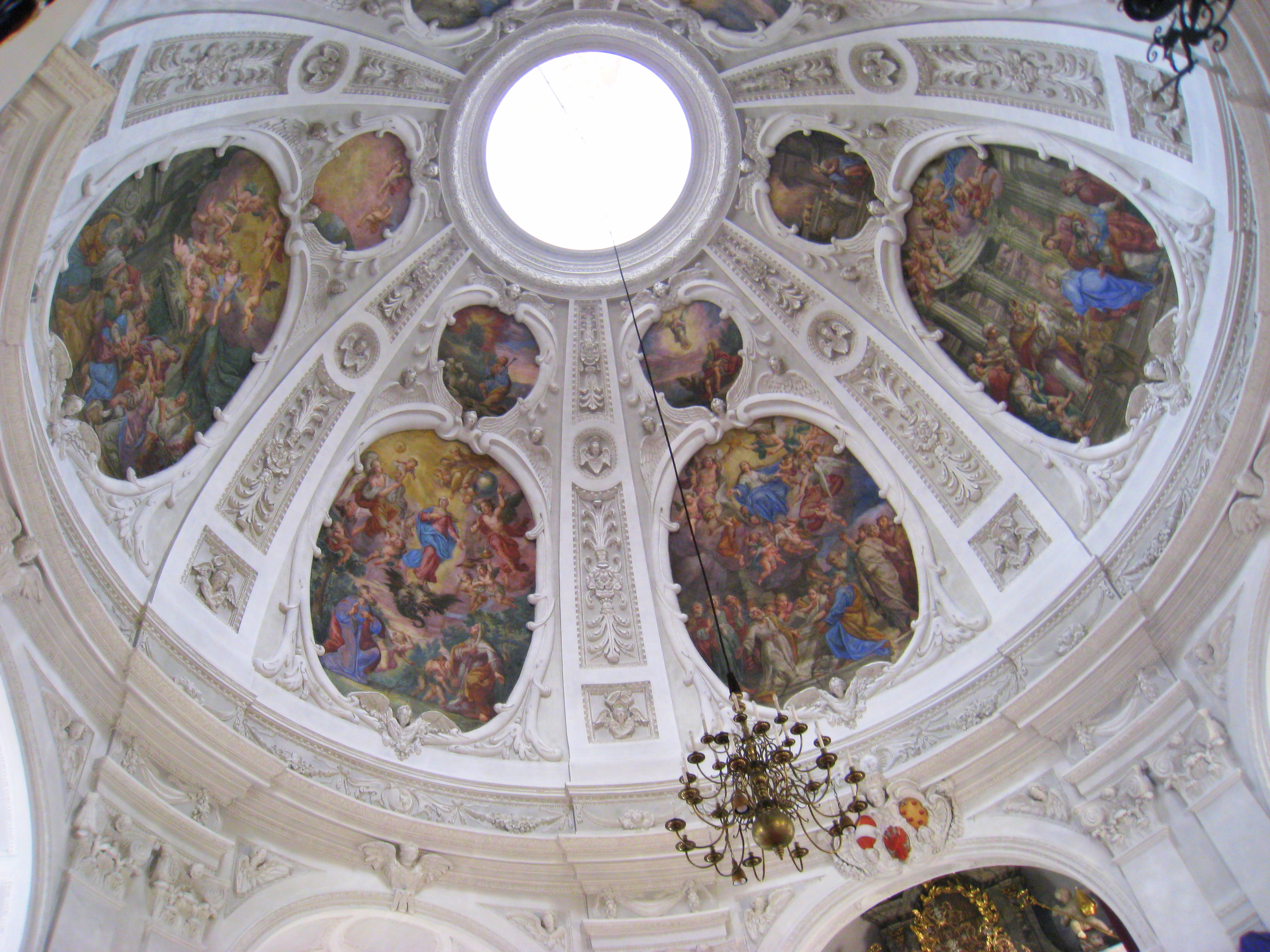
Fresken in der Mariahilfkirche, Innsbruck

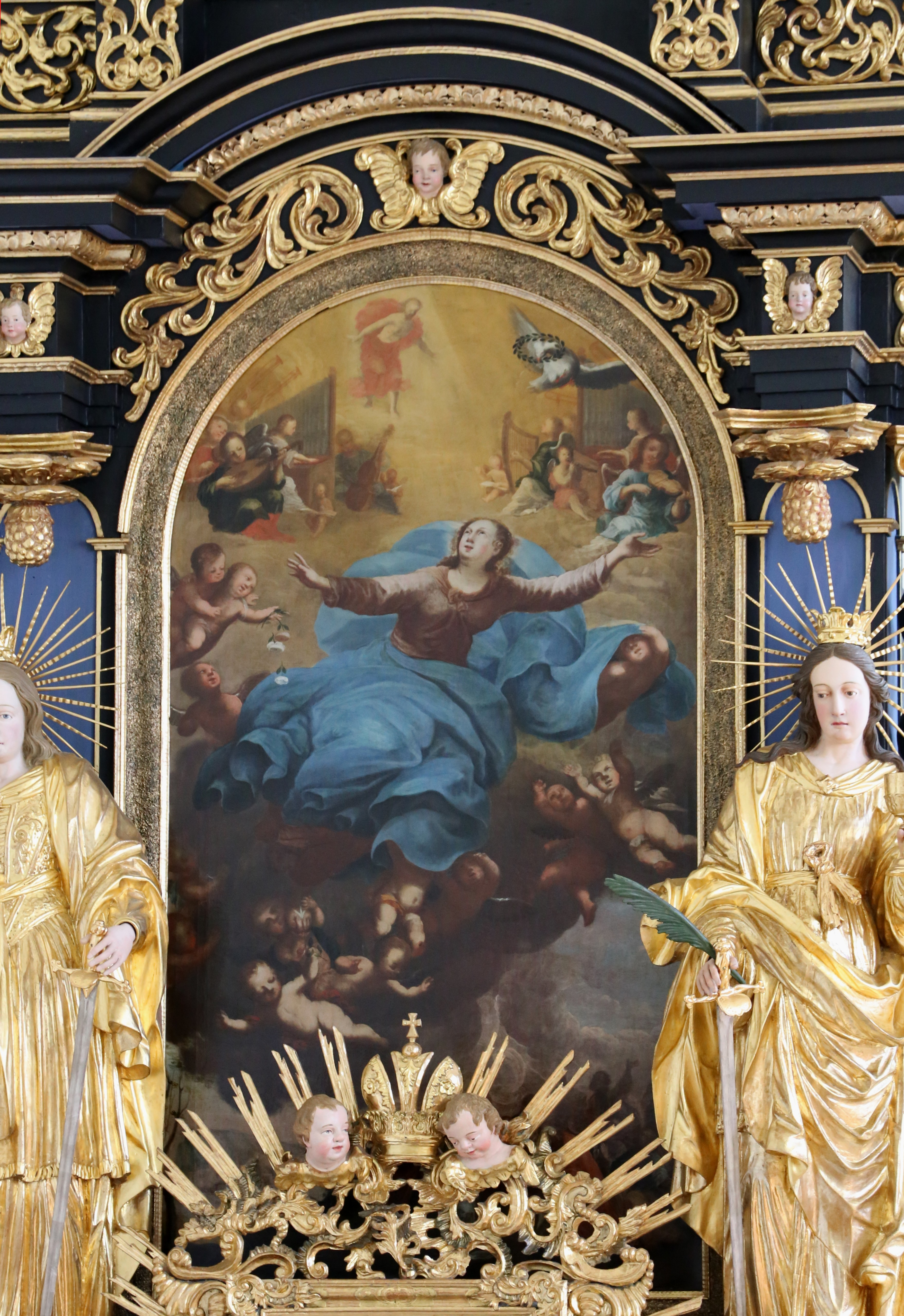
Seitenaltarbild Mariä Himmelfahrt, Filialkirche Mehrn

- Kuppelfresken, Marienkapelle der Stiftskirche Neustift (1689)
- Ovale Deckenfresken, Mariahilfkirche Innsbruck (1689)
- Hochaltarbild Vermählung Mariä, Pfarrkirche Brixlegg (1692)
- Seitenaltarbilder, Filialkirche Mehrn (1695)[1]
- Fresken, Fliegersche Kapelle in der Karlskirche, Volders (1698)
- Wandfresken, Palais Tannenberg, Schwaz (1700; 1809 bei einem Brand schwer beschädigt)
- Rechtes Seitenaltarbild, Pfarrkirche Wenns (um 1700)
- Deckenfresken, Stiftskirche Wilten (1702–1707)
- Hl. Sippe, Franziskanerkirche in Telfs (1706)
- Seitenaltarbilder, Pfarrkirche Brixlegg (1707)
- Fresken, Hofkirche in der Hofburg Brixen (1708)
- Deckenbilder, Kapelle, Fürstenzimmer und Hauskapelle des Sternbachschlössels, Mühlau (1709–1716)
- Deckenbilder, Norbertisaal und Nebenzimmer in Stift Wilten (1710)
- Taten des Herkules, Riesensaal der Innsbrucker Hofburg (1711; nicht erhalten), gemeinsam mit seinem Neffen Johann Josef Waldmann
- Wandmalereien, Jagdzimmer des Stiftes Wilten (1712)
- Fresken, Sommerhaus des Damenstiftes und Kapelle des Ansitzes Thurnfeld, Hall in Tirol (1716)
- Fresken, Palais Sternbach, Bruneck (1715/1716)
- Apostelbilder, Kapelle auf Schloss Büchsenhausen in Hötting

Zeichnungen des Künstlers befinden sich in der Sammlung Roschmann der Universitätsbibliothek Innsbruck, weitere Gemälde im Tiroler Landesmuseum Ferdinandeum.